# Абсдале
Абсдале (нід. Absdale) — селище в нідерландській провінції Зеландія. Входить до муніципалітету Гюлст.
Перша згадка про населений пункт датується 1315 роком. Наразі у ньому нараховується близько 40 будинків.